# Las Hébridas (Mendelssohn)
La obertura Las Hébridas (en alemán: Die Hebriden, también conocida como La gruta de Fingal o Die Fingalshöhle) es una obra compuesta por Felix Mendelssohn en 1830. Toma el sobrenombre de la Gruta de Fingal, ubicada en Staffa, una de las islas Hébridas a unas cincuenta millas de la costa  de Escocia. Pese a su nombre de "Obertura", la obra es independiente. Convertido en una pieza frecuente del repertorio orquestal. Mendelssohn dedicó su obra al rey Federico Guillermo IV de Prusia, en aquel entonces Príncipe de Prusia.

## Historia de su composición

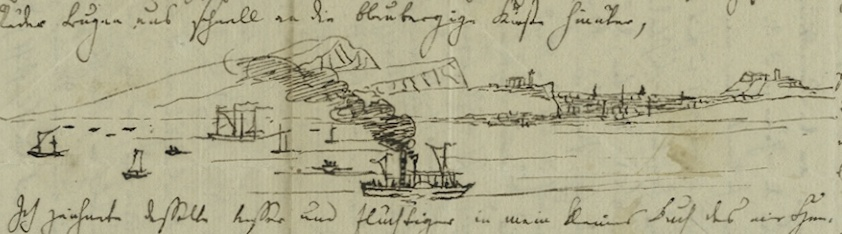
Sketch de la escena por Mendelssohn de un carta de 1 de agosto de 1829

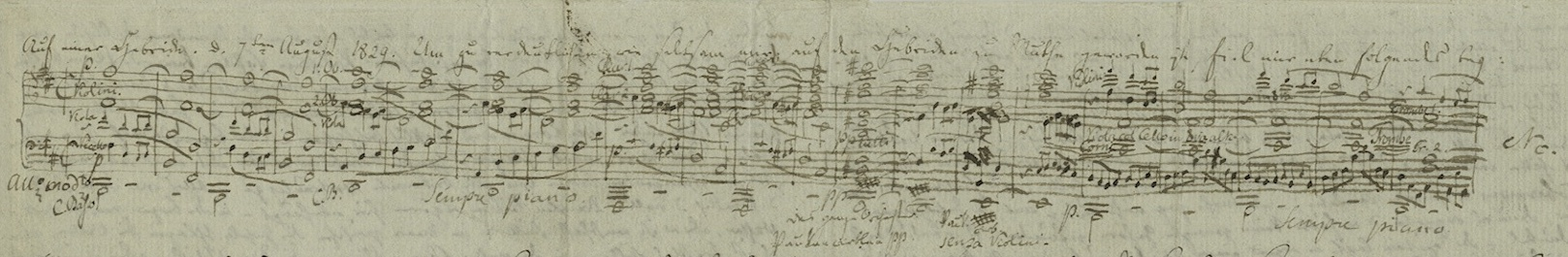
Sketch inicial del tema

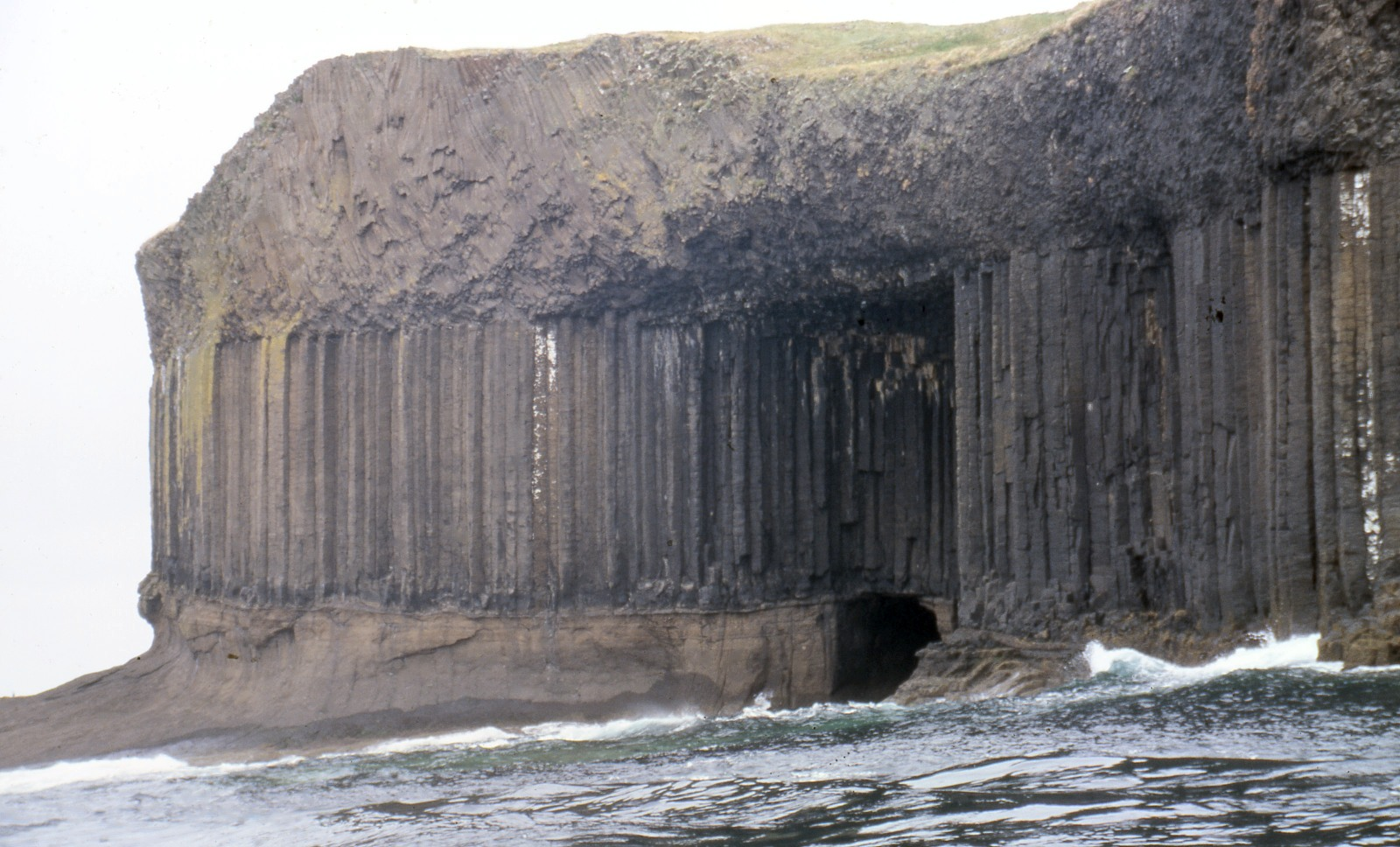
La Gruta de Fingal en las Hébridas de Escocia.

Mendelssohn viajó a Inglaterra por primera vez por invitación de un Señor alemán, con motivo de su vigésimo cumpleaños. Tras su viaje por Inglaterra, el compositor pasó a Escocia, donde compuso su Sinfonía n.º 3 o Sinfonía Escocesa. Durante estos viajes por el país, visitó las Hébridas y en particular la isla de Staffa, donde descubrió la Gruta de Fingal, ya entonces un atractivo turístico. En aquella época la cueva tenía aproximadamente 11 metros de altura y 60 de profundidad, y contenía coloridos pilares de basalto. De inmediato comenzó a escribir lo que después se convertiría en el tema inicial de la obra, y se la envió a su hermana, Fanny Mendelssohn, en una carta en la que afirmaba: "Para lograr que comprendas hasta qué punto me han afectado las Hébridas, te envío lo siguiente, que vino a mi cabeza allí".
Según la leyenda, la gruta es el sitio de lo que una vez fue el castillo real de Fion na Gael (en inglés "Fingal"), gobernante del reino de Morven y padre del célebre guerrero y bardo del siglo III conocido como Ossian. Todo rastro de la estructura del supuesto castillo ha desaparecido y su piso ha sido cubierto por el mar.
El compositor terminó la obra el 16 de diciembre de 1830, y la tituló originalmente Die einsame Insel, "La isla solitaria". Sin embargo, Mendelssohn revisó más tarde la partitura, que volvió a dar por finalizada el 20 de junio de 1832, y la retituló Die Hebriden, "Las Hébridas". El título "La Gruta de Fingal" también hace su aparición en la partitura. La obra se estrenó el 14 de mayo de 1832 en Londres, en un concierto en el que también se interpretó la obertura de Mendelssohn El sueño de una noche de verano.
El manuscrito autógrafo se conserva en la Biblioteca Bodleiana, en Oxford.

## Descripción
La obra, pese su título de "Obertura", está pensada como pieza independiente. No narra una historia y por lo tanto no cabe calificarla de poema sinfónico, sino música programática. Se trata de una descripción de un ambiente, la pintura de una escena o paisaje, con lo que se convierte en una de las primeras obras musicales en intentar algo semejante. La obertura consta de dos temas principales: las notas iniciales, interpretadas por las violas, los cellos, y los contrabajos, establecen el tema que Mendelssohn dijo escribir en la cueva misma. Este tema lírico y sugerente de la belleza de la cueva está pensado para inspirar sentimientos de soledad. El segundo tema, en cambio, representa el movimiento del mar y de las olas. En su conjunto, la obra usa la forma estándar del género de la obertura, con una coda al final en el que se vuelve al tema inicial.
La pieza está escrita para una orquesta estándar y dura aproximadamente 11 minutos.